# 第4回ボストン・オンライン映画批評家協会賞
第4回ボストン・オンライン映画批評家協会賞は2015年の映画を対象とした賞で、2015年12月4日に受賞者が発表された。

## 受賞一覧

### 作品トップ10
- 1位 『マッドマックス 怒りのデス・ロード』（ジョージ・ミラー監督）
  - 2位 『クリード チャンプを継ぐ男』
  - 3位 『ブルックリン』
  - 4位 『キャロル』
  - 5位 『スポットライト 世紀のスクープ』
  - 6位 『アクトレス〜女たちの舞台〜』
  - 7位 『ブリッジ・オブ・スパイ』
  - 8位 『オデッセイ』
  - 9位 『アノマリサ』
  - 10位 『タンジェリン』

### 監督賞
- ジョージ・ミラー - 『マッドマックス 怒りのデス・ロード』

### 主演男優賞
- マイケル・B・ジョーダン - 『クリード チャンプを継ぐ男』

### 主演女優賞
- シアーシャ・ローナン - 『ブルックリン』

### 助演男優賞
- シルヴェスター・スタローン - 『クリード チャンプを継ぐ男』

### 助演女優賞
- クリステン・スチュワート - 『アクトレス〜女たちの舞台〜』

### 脚本賞
- トム・マッカーシー、ジョシュ・シンガー - 『スポットライト 世紀のスクープ』

### 撮影賞
- ジョン・シール - 『マッドマックス 怒りのデス・ロード』

### 編集賞
- マーガレット・シクセル - 『マッドマックス 怒りのデス・ロード』

### 作曲賞
- ジャンキーXL - 『マッドマックス 怒りのデス・ロード』

### アニメ映画賞
- 『インサイド・ヘッド』

### 外国語映画賞
- 『サウルの息子』 ハンガリー

### アンサンブル演技賞
- 『スポットライト 世紀のスクープ』

### ドキュメンタリー映画賞
- 『AMY エイミー』